# CHL Import Draft 1999
CHL Import Draft 1999 – 8. draft CHL w historii. Łącznie wybrano 59 zawodników.

## Wybrani
Pozycje: B – bramkarz, O – obrońca, C – center, LS – lewoskrzydłowy, PS – prawoskrzydłowy

Ligi: OHL – Ontario Hockey League, QMJHL – Quebec Major Junior Hockey League, WHL – Western Hockey League

### Runda 1
| #  | Zawodnik (pozycja)        | Pochodzenie | Klub macierzysty              | Klub wybierający (liga)            |
| -- | ------------------------- | ----------- | ----------------------------- | ---------------------------------- |
| 1  | Agris Saviels (O)         | Łotwa       | Wilcox Notre Dame (Sask. AAA) | Owen Sound Platers (OHL)           |
| 2  | Kristián Kudroč (O)       | Słowacja    | HC VTJ MEZ Michalovce         | Québec Remparts (QMJHL)            |
| 3  | Milan Bartovič (LS)       | Słowacja    | HC Dukla Trenczyn U20         | Tri-City Americans (WHL)           |
| 4  | Rostislav Klesla (O)      | Czechy      | Sioux City Musketeers         | Brampton Battalion (OHL)           |
| 6  | Martin Erat (LS)          | Czechy      | HC Zlín U20                   | Saskatoon Blades (WHL)             |
| 9  | Roman Tvrdoň (C)          | Słowacja    | HC Dukla Trenczyn U20         | Spokane Chiefs (WHL)               |
| 11 | Marián Gáborík (LS)       | Słowacja    | HC Dukla Trenczyn             | Baie-Comeau Drakkar (QMJHL)        |
| 16 | Jonas Andersson (PS)      | Szwecja     | AIK J20                       | North Bay Centennials (OHL)        |
| 20 | Andriej Szefier (O)       | Rosja       | Siewierstal Czerepowiec       | Halifax Mooseheads (QMJHL)         |
| 34 | Maksim Rybin (PS)         | Rosja       | Spartak Moskwa                | Sarnia Sting (OHL)                 |
| 37 | Marcel Rodman (PS)        | Słowenia    | Pickering Panthers            | Peterborough Petes (OHL)           |
| 44 | Ołeksandr Materuchin (LS) | Ukraina     | Sokił 2 Kijów                 | Acadie-Bathurst Titan (QMJHL)      |
| 54 | Peter Budaj (B)           | Słowacja    | HC 05 Banská Bystrica U18     | Toronto St. Michael’s Majors (OHL) |